# Hypanthidioides aureocincta
Hypanthidioides aureocincta är en biart som först beskrevs av Cockerell 1912.  Hypanthidioides aureocincta ingår i släktet Hypanthidioides och familjen buksamlarbin. Inga underarter finns listade i Catalogue of Life.